# فريتز شميت
فريتز شميت (بالألمانية: Fritz Schmidt)‏ هو سياسي ألماني، ولد في 19 نوفمبر 1903 في ألمانيا، وتوفي في 20 يونيو 1943 في شارتر في فرنسا. حزبياً، نشط في الحزب النازي. وقد انتخب عضو مجلس النواب الألماني من ألمانيا النازية.